# Harry Leonard Nowell Salmon
Harry Leonard Nowell Salmon, kanadski general, * 1894, † 1943.